# Căsătorie morganatică
Căsătoria morganatică este o căsătorie încheiată între persoane de ranguri sociale diferite, pentru a împiedica transmiterea de titluri și privilegii între soți și către copiii născuți în urma căsătoriei. 
În prezent este rar întâlnită, dar în trecut căsătoria morganatică se încheia de obicei între un bărbat de rang social înalt (cum ar fi un rang regal) și o femeie de rang social inferior. În felul acesta, nici soția, nici copiii născuți în urma căsătoriei nu aveau drepturi la titlurile soțului. Căsătoria morganatică putea fi încheiată și între o femeie de rang înalt și un bărbat de rang inferior, însă aceste cazuri erau mult mai rare, deoarece femeile de rang înalt de obicei nu dețineau titluri nobiliare pe care să le poată transmite copiilor, iar de cele mai multe ori nu aveau libertatea de a-și alege soțul.

## Exemple de căsătorii morganatice
Bărbați din familii regale care s-au căsătorit morganatic:
- Regele Erik al XIV-lea al Suediei s-a căsătorit morganatic cu servitoarea Karin Månsdotter în 1567; în 1568, după pierderea tronului, s-a recăsătorit cu Karin Månsdotter, de data aceasta ne-morganatic.
- Ludwig Wilhelm, Duce de Bavaria s-a căsătorit cu actrița Henriette Mendel. Aceasta a fost numită Freifrau von Wallersee, iar fiica lor, Marie Louise, Contesă Larisch von Moennich, a fost confidenta împărătesei Elisabeta de Austria.
- Arhiducele Ferdinand al II-lea al Austriei, conducător al Tirolului, s-a căsătorit morganatic cu Philippine Welser, o fată dintr-o familie burgheză foarte bogată. Astfel, copiii lor nu au moștenit titlurile tatălui, acestea mergând către copiii lui Ferdinand din a doua căsătorie.
- Victor Emmanuel al II-lea al Italiei s-a căsătorit morganatic în 1869 cu metresa lui, Rosa Teresa Vercellana Guerrieri.
- Regele consort Ferdinand al II-lea al Portugaliei, rămas văduv, s-a căsătorit cu cântăreața de operă Elisa Hendler, care a primit titlul de contesă de Edla.
- Mai mulți membri ai familiei imperiale ruse au încheiat căsătorii morganatice:

- Marele Duce Constantin Pavlovici cu Ioanna Grudzińska;
- Țarul Alexandru al II-lea cu Prințesa Ekaterina Mihailovna Dolgoruka, în 1880;
- Marele Duce Mihail Mihailovici s-a căsătorit morganatic la Nisa cu Contesa Sofia de Merenberg;
- Marele Duce Paul Alexandrovici cu Olga Valeriana Karnovici, în 1902;
- Marele Duce Mihail Alexandrovici cu Natalia Sergheievna Wulfert, în 1912.

- Genghis Khan, în afară de soția sa principală, a avut câteva soții morganatice.

Femei din familii regale care s-au căsătorit morganatic:
- Marie Louise, Ducesă de Parma (prin naștere arhiducesă a Casei Imperiale de Habsburg, iar în urma primei căsătorii împărăteasă a Franței) s-a căsătorit morganatic cu contele Adam Albert de Neipperg, după moartea primului ei soț, Napoleon I.
- Regina Maria Christina de Bourbon-Două Sicilii, regentă a Spaniei după decesul soțului ei (Ferdinand al VII-lea) și cât timp fiica ei, viitoarea regină Isabella a II-a, a fost minoră. S-a căsătorit în secret cu un soldat din garda ei.
- Prințesa Stéphanie a Belgiei, văduva Prințului Moștenitor Rudolf al Austriei, s-a căsătorit cu contele Elemér Lónyay de Nagy-Lónya et Vásáros-Namény după decesul primului ei soț, spre consternarea familiei. În 1917, împăratul Franz Joseph al Austriei, fostul socru al lui Stéphanie, i-a acordat lui Lónyay rangul de Fürst (Prinț).
- Marea Ducesă Olga Alexandrovna a Rusiei s-a căsătorit morganatic cu colonelul Nikolai Alexandrovici Kulikovski în 1916.